# Langogne (kanton)

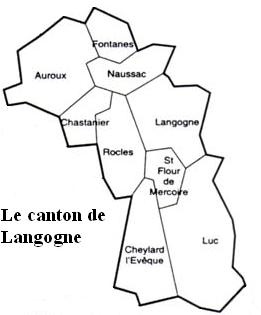
A kanton községei

Langogne kanton (franciául Canton de Langogne) Lozère megye Mende-i kerületének egyik kantonja; a megye keleti részén fekszik, központja Langogne.
Területe 209,42 km², 1999-ben 4444 lakosa volt, népsűrűsége 21 fő/km². 9 község tartozik hozzá. A kanton valamennyi községe tagja az 2006. december 7-én létrejött Felső-Allier Településtársulásnak (Communauté de communes du Haut Allier).
A kanton területének 33,7%-át (70,51 km²) borítja erdő.

## Községek
| Község neve             | Terület (km²) | Népesség (1999, fő) | Népsűrűség (1999, fő/km²) |
| ----------------------- | ------------- | ------------------- | ------------------------- |
| Auroux                  | 35,09         | 380                 | 11                        |
| Chastanier              | 10,41         | 89                  | 8,5                       |
| Cheylard-l’Évêque       | 29,64         | 54                  | 1,8                       |
| Fontanes                | 11,28         | 110                 | 10                        |
| Langogne                | 31,37         | 3095                | 97                        |
| Luc                     | 46,10         | 209                 | 4,5                       |
| Naussac                 | 13,52         | 189                 | 14                        |
| Rocles                  | 19,84         | 197                 | 10                        |
| Saint-Flour-de-Mercoire | 12,17         | 121                 | 10                        |
| Langogne kanton         | 209,42        | 4444                | 21                        |

## Népesség
| Év   | Lakosság |
| ---- | -------- |
| 1962 | 6445     |
| 1968 | 5980     |
| 1975 | 5366     |
| 1982 | 4949     |
| 1990 | 4680     |
| 1999 | 4444     |

## Lásd még
- Lozère megye kantonjai